# Pachytomellina
Pachytomellina là một chi bọ cánh cứng trong họ Chrysomelidae.
Chi này được miêu tả khoa học năm 1949 bởi Hincks.

## Các loài
Các loài trong chi này gồm:
- Pachytomellina bimaculata Laboissiere, 1924
- Pachytomellina cincta Laboissiere, 1940
- Pachytomellina elisabethae (Laboissiere, 1922)
- Pachytomellina ruficeps (Weise, 1906)